# Combat urbain
Ne pas confondre avec Combat de rue.
 (mars 2017).
Si vous disposez d'ouvrages ou d'articles de référence ou si vous connaissez des sites web de qualité traitant du thème abordé ici, merci de compléter l'article en donnant les références utiles à sa vérifiabilité et en les liant à la section « Notes et références ».

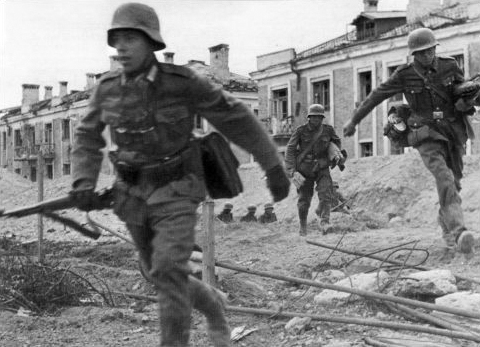
Soldats de la Wehrmacht fin 1942 dans une rue de Stalingrad. La ville fut transformée en champ de ruines pendant la bataille, et la 6e armée allemande du général Paulus, perdit beaucoup de temps et d'hommes, fut encerclée et dut capituler.

Le combat urbain est un combat se déroulant dans une ville ou un lieu urbanisé. Le combat urbain est indissociable de l'histoire des guerres. En effet, la ville est le centre du pouvoir. Sa conquête, comme sa défense, est donc un enjeu important. Cependant, avec l'urbanisation et la guerre de position, on remarque que les guerres contemporaines voient davantage et plus que tout autre guerre des combats urbains se dérouler.

## Historique

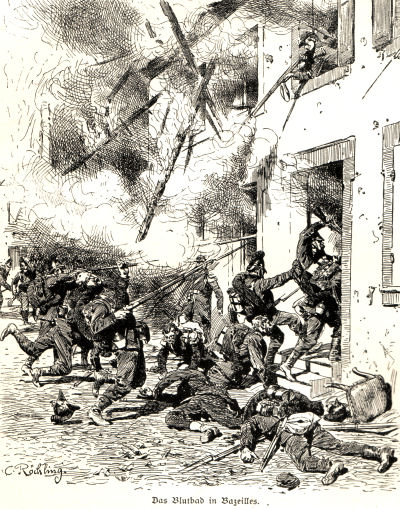
Bain de sang à Bazeilles, cette image représente la bataille de Bazeilles en 1870. Gravure de Carl Röchling (1855-1920).

### Antiquité
Dans l'Antiquité, les sièges de villes sont fréquents mais, le plus souvent, la ville se rend par la famine et la perte de ses communications navales, comme Athènes pendant la guerre du Péloponnèse ou Marseille assiégée par Jules César, ou quand l'ennemi renverse une partie de ses murailles : il n'y a pas ou peu de combat urbain. Parmi les rares exceptions, on peut citer l'attaque d'Argos par Pyrrhus en 272 av. J.-C. Ses troupes entrent dans la ville grâce à une trahison mais l'étroitesse des rues l'empêche de déployer ses éléphants de combat, créant la confusion lorsque les Argiens contre-attaquent. Il est tué par une tuile lancée d'une maison par une vieille femme. Lors de la Première Guerre judéo-romaine, en 67, des combats acharnés opposent les légions romaines aux révoltés juifs autour du temple de Jérusalem.

### Du Moyen Âge auXIXesiècle
Dans l'Italie médiévale, notamment à Rome, les luttes de factions amènent la construction de tours et fortifications urbaines qui permettent à une grande famille de se défendre contre les entreprises des factions adverses ou de rassembler des hommes et du matériel pour les attaquer. Les armées de métier ont tendance à éviter le combat urbain qui peut survenir pendant une révolte, comme la journée des barricades de 1588 ou celle de 1648 à Paris.
Le siège de Saragosse par les troupes napoléoniennes en 1809, pendant la guerre d'Espagne, est exceptionnel par ses combats de rue où la population soutient les troupes espagnoles.

### Le tournant duXXesiècle
Si, depuis l'Antiquité jusqu'au début du XXe siècle, le combat en ville se résume le plus souvent en combat « pour les villes », avec une phase de siège suivie d'une capitulation ou d'un bref assaut et le plus souvent d'un pillage, sa nature va changer. Les combats prennent désormais place au sein même des villes, et marquent durablement la mémoire des combattants par l'âpreté des opérations. La bataille de Madrid oppose les deux camps de la guerre civile espagnole dotés d'armes modernes, respectivement par le Troisième Reich et l'Italie fasciste pour l'un, l'Union soviétique pour l'autre. Pendant la Seconde Guerre mondiale, Stalingrad, Budapest, Berlin mettent en avant l'importance des opérations préalable de bouclage. Des armes légères comme le Panzerfaust ou improvisées comme le cocktail Molotov se révèlent efficaces même contre les blindés. L’insurrection de Varsovie, durement réprimée par Allemands en 1944, prend l'allure d'une bataille d'extermination. Le général américain Victor Krulak adapte les leçons européennes, à la suite de la bataille d'Ortona en 1943. Pendant la Guerre du Viêt Nam, la bataille de Huế en 1968 vient confirmer le caractère particulièrement meurtrier du combat urbain et contribue à faire basculer l'opinion américaine en faveur du retrait.
Dans son ouvrage Les interventions militaires en zone urbaine : enjeux et défis, Dorothée Lobry explique l'évolution historique du terrain urbain pour l'armée, c'est la Seconde Guerre mondiale qui a marqué une évolution dans le combat en zone urbaine.

### Perspectives
Lors d'un siège d'une ville, les militaires, sont contraints d'appliquer certaine tactique en combat urbain, ils ne peuvent pas avancer à découvert, ils doivent protéger les civils, évacuer les blessés, etc. Lorsqu'une ville est en état de siège, l'électricité peut être coupée, les sources d'eau polluées, ce qui oblige les militaires à ne compter que sur leur propre matériel. Les combats urbains exigent une grande mobilité, ce qui demande à la défense très peu de véhicules mais en compensation, des armes antichars, de la DCA et beaucoup d'armes légères.

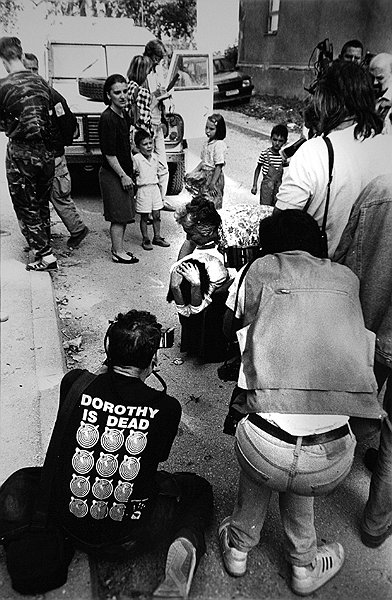
Photographes en action pendant le siège de Sarajevo en 1992.

Dorothée Lobry montre comment le XXIe siècle est devenu le siècle du combat urbain. Sans chercher à donner une liste exhaustive, elle donne ensuite plusieurs exemples : Beyrouth au Liban, Mogadiscio en Somalie, Mostar, Srebrenica et Sarajevo en Bosnie-Herzégovine, Grozny en Tchétchénie, les combats israéliens dans la ville de Naplouse et au sud-Liban, les opérations de Serval à Barkhane et Chammal.
Les conflits contemporains montrent que la ville tend à devenir l'ultime "champ de bataille". En effet ce que montrent les conflits comme Grozny, Falloujah, Alep, Mossoul, Marawi, c'est que le combattant asymétrique cherche finalement à amener son adversaire en ville afin de rééquilibrer le rapport de force et à niveler l'écart technologique. Le cloisonnement du milieu, la présence de la population et le caractère abrasif de la ville vient redonner au combattant asymétrique l'opportunité d'infliger des pertes suffisamment importantes pour faire reculer son adversaire.
Le combat urbain a aussi une forte charge émotionnelle, il constitue un « théâtre » où la violence sert à frapper de terreur les populations ciblées ou, au contraire, à alimenter une propagande pour gagner des soutiens sur la scène nationale et internationale.

## Spécificités liées au milieu urbain

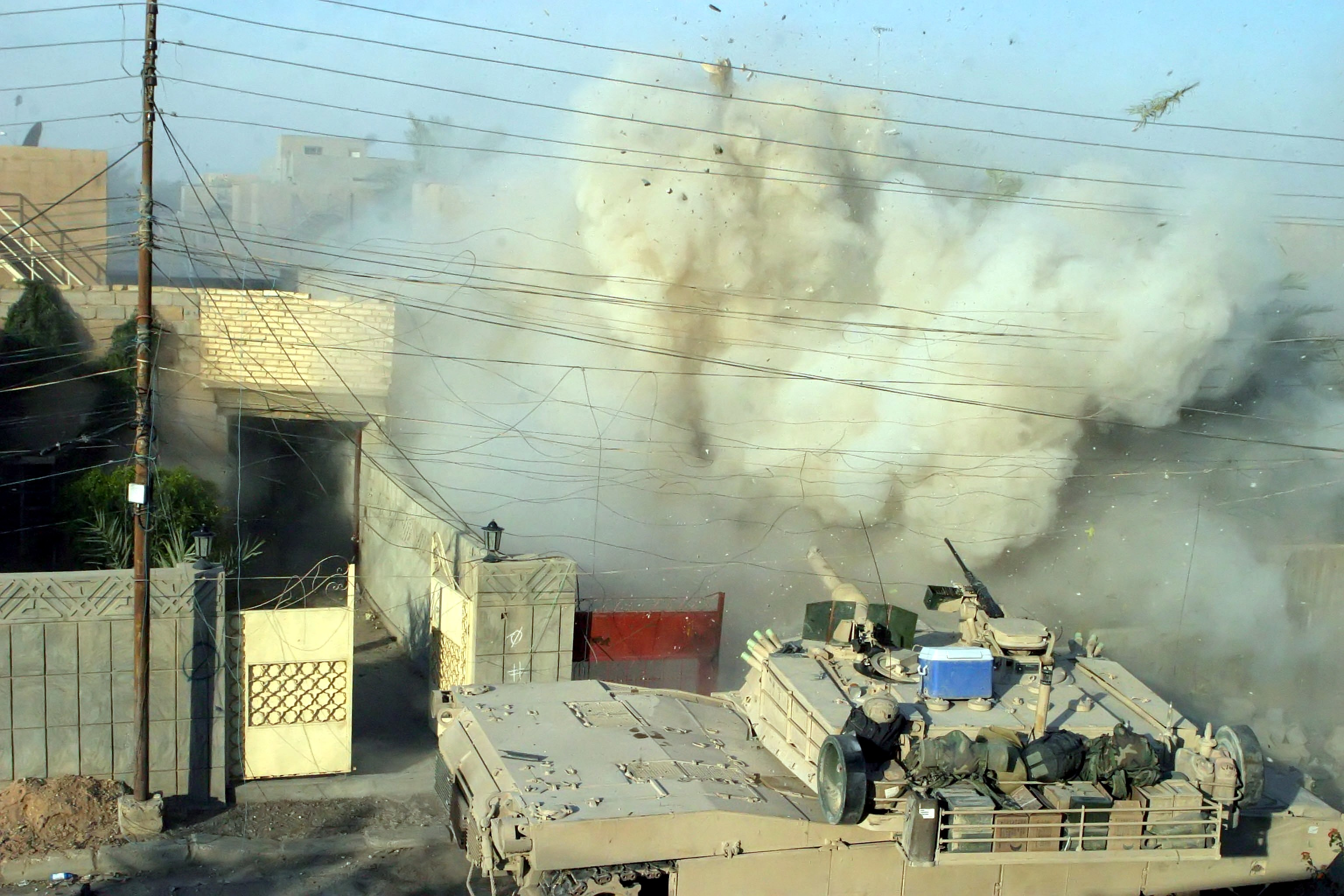
Char Abrams durant la bataille de Falloujah en 2004.

Lors d'un combat urbain, il est important de défendre les points stratégiques d'une ville, voire de les détruire (destruction de pont, pour ralentir l'avancée des véhicules, destruction de réserves de carburant, etc.). Il est important d'avancer bâtiment par bâtiment, car en sortir, c'est le risque de se faire abattre par des tireurs embusqués. Les chars ayant en général moins de mobilité, il faut employer des véhicules plus légers. L'utilisation de l'artillerie lourde utilisant des munitions non guidées est pratiquement impossible pour le soutien rapproché des troupes, au risque de faire feu sur ses propres unités (difficulté à suivre la progression des troupes dans une ville en ruine…), ce qui a conduit depuis les années 1990 à la mise en service de munitions intelligentes d'un haut degré de précision et d'explosifs ayant un rayon d'action limité comme le DIME.
Le milieu urbain est complexe pour les militaires.  « En raison de l'asymétrie du combat en zone urbaine, de la tridimentionnalité et du cloisonnement du milieu urbain, de la nécessaire maîtrise de l'espace physique et humain, et du fait qu'il s'agisse d'un combat particulièrement dur, intensif et psychologique ».
Lors d’une conférence, Dorothée Lobry explicite l’asymétrie.

### Défense de zone urbaine
1. Ligne de défense antichar : permettant de limiter l'avancée de véhicules lourds ou de transports de gros effectif. On peut y trouver des fusils anti-chars, des lanceurs (roquettes, mortiers). Cette ligne est importante pour éviter la perte par le sol de positions stratégiques.
2. Défense anti-aérienne (ou canon de défense maritime pour une ville côtière) : la surveillance de l'espace aérien permet de limiter la prise d'informations et la couverture des unités d'infanterie ennemies. Les hélicoptères, dangers certains pour les infanteries, compte parmi les véhicules aériens privilégiés car faciles à poser et aptes au surplace (pour la prise et la surveillance aérienne de positions).
3. Tireurs embusqués : les tireurs isolés ont une double vocation. La prise d'informations (éclaireurs) et la couverture d'unités limitées en effectif (tirs de couverture, tirs-leurres, etc.). Rarement en équipe de plus de trois hommes, ces unités sont les unités les moins équipées mais aussi les plus difficiles à atteindre car officiant sur de longues distances. Des unités dangereuses souvent éliminées par bombardements et pilonnages.
4. Mines : des armes défensives vicieuses et traîtres. Les mines permettent de limiter l'avancée de l'infanterie adverse et, sous certaines conditions, peuvent contenir les véhicules légers. Les équipes de déminage étant rares en temps de bataille urbaine, ce sont de vrais points noirs pour les unités de chaque camp.
5. Pièges : ces dispositifs incluent les pièges « classiques » (mines, pièges à loup, C4, etc.) et les dispositifs non conventionnels (engins explosifs improvisés, molotov, dispositifs incendiaires, flash, leurres, etc.). Ces engins ont pour vocation de déstabiliser les formations ennemis et participent à la première phase de guerre psychologique (la deuxième étant la prise de prisonniers de guerre, le vol et la destruction de matériel ennemi, etc.).

Photographies de combat urbain
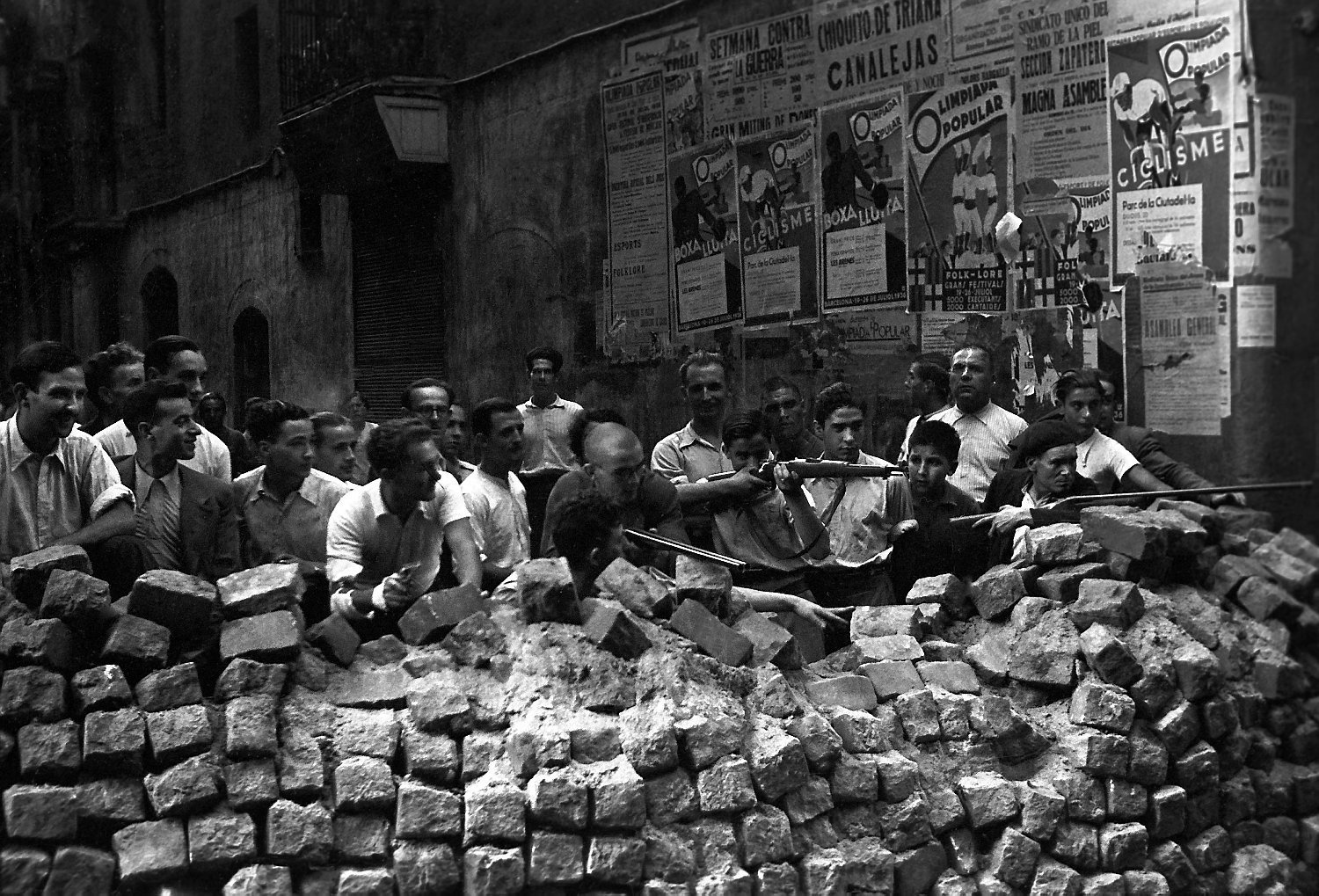
Barricade des milices populaires spontanées face au soulèvement nationaliste de juillet 1936 en Espagne.
Chars et canon britanniques pendant la bataille de Caen en juillet 1944
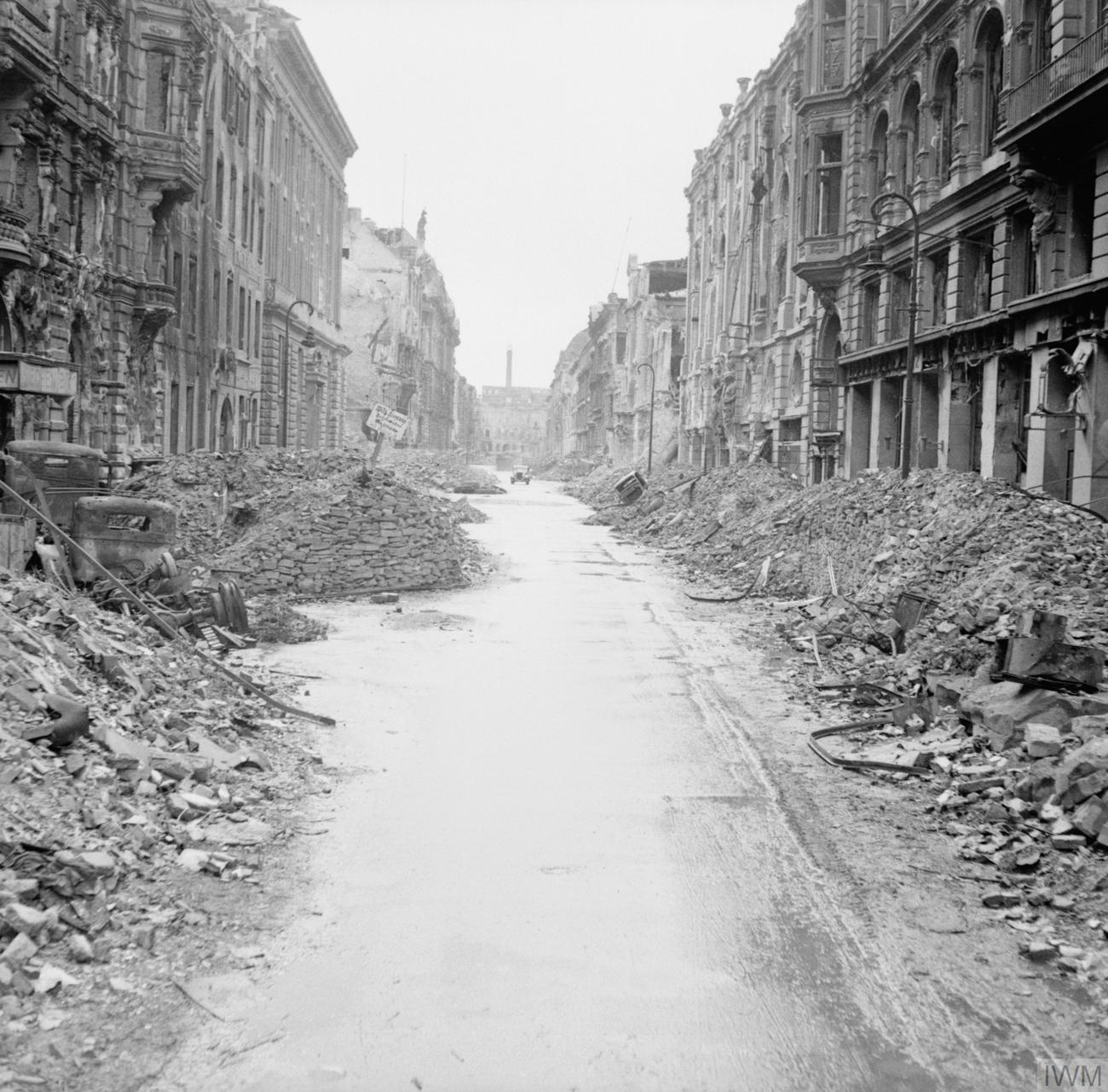
Après la bataille de Berlin en 1945
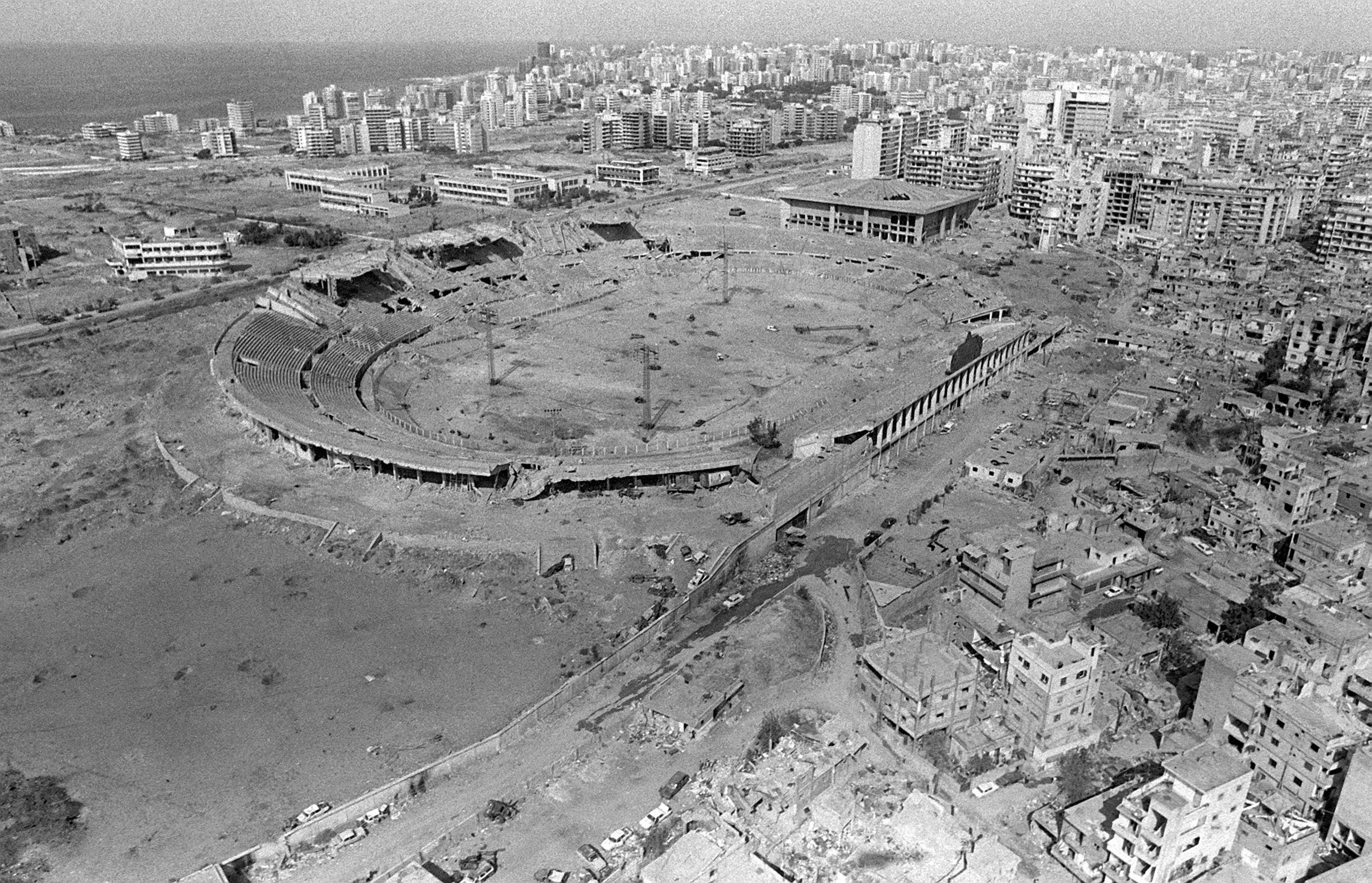
Stade de Beyrouth et quartier de Bir Hassan détruits pendant la guerre du Liban en 1982
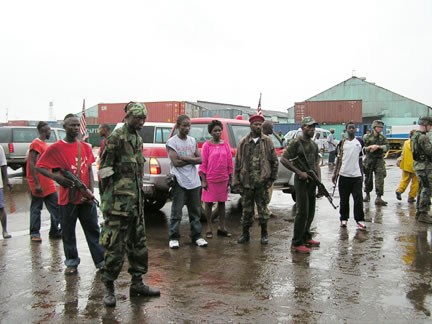
Miliciens à Monrovia pendant la deuxième guerre civile libérienne, 2004
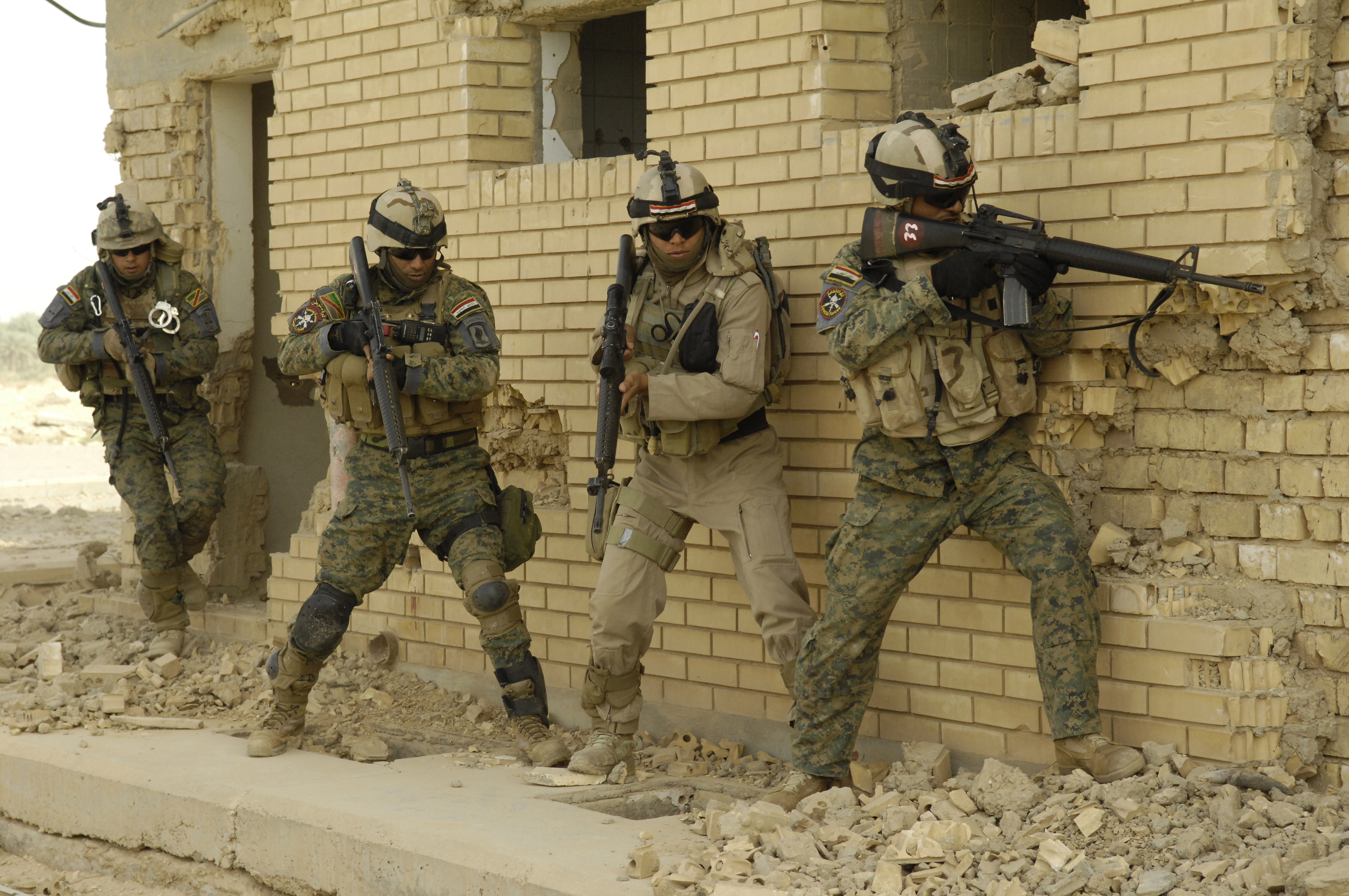
Soldats de l'armée irakienne s'entraînant au combat urbain, 2009
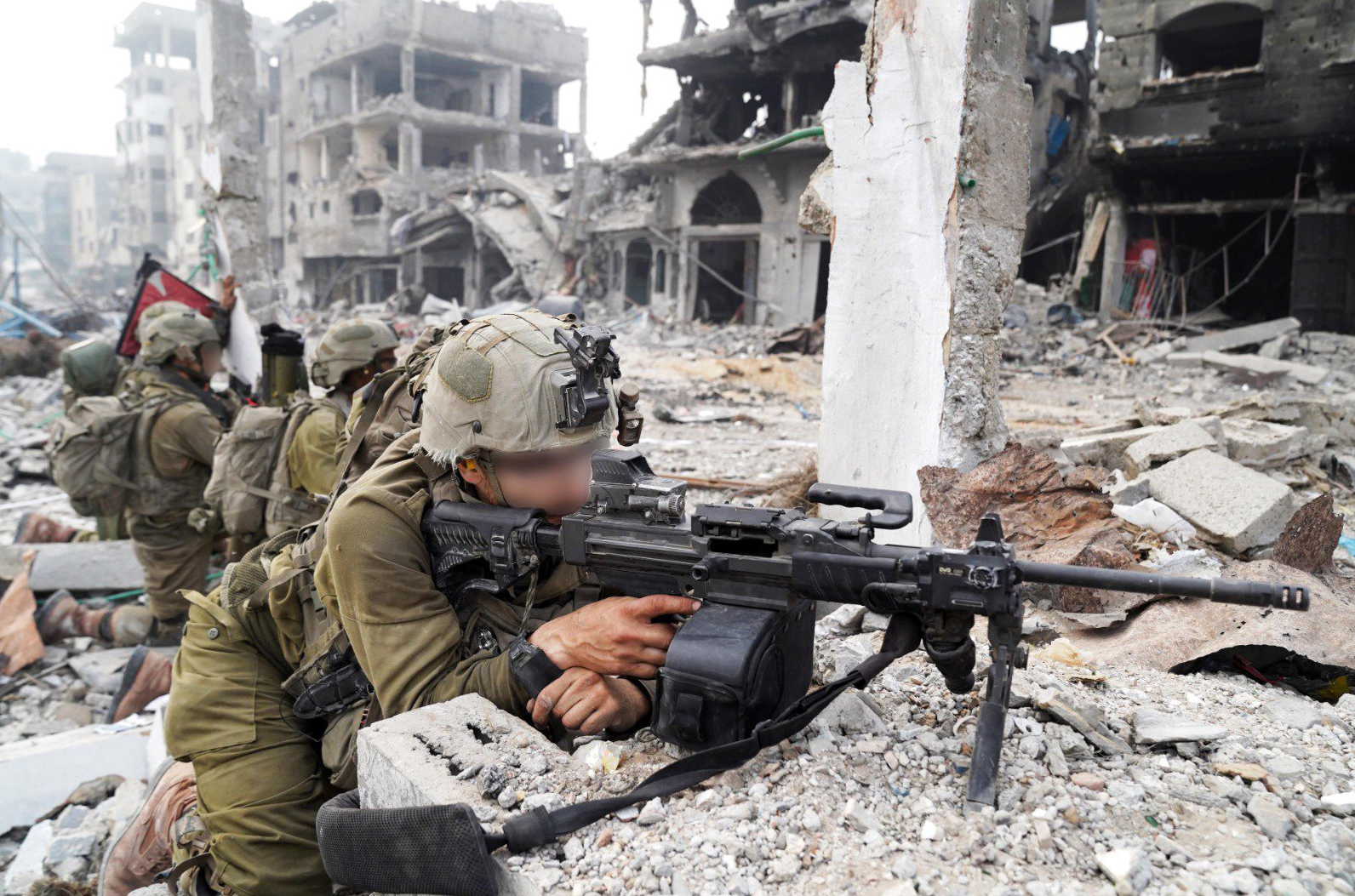
Soldats de l'armée israélienne pendant la bataille de Gaza, 2023

## Tentative de putsch
Lors d'une tentative de putsch, les forces de sécurité protégeant le chef d'État et les représentants du pouvoir (ministres, parlementaires, etc.) doivent faire face à des groupes militaires, lourdement armés (chars, obusiers, avions, etc.). Ils doivent, par tous les moyens possibles, évacuer les détenteurs du pouvoir et le plus vite possible en assurant leur sécurité. Manquant d'armement lourd, dans la plupart des cas, ils doivent agir le plus vite possible.

## En France
En France, le CENZUB-94e RI est le centre d'entrainement aux actions en zones urbaines pour l'armée de Terre. Fort de son expertise reconnue dans ce domaine, il accueille et entraine les unités françaises mais aussi étrangères, aux savoir-faire interarmes spécifiques. Il est principalement constitué de 2 villages de combat : Jeoffrecourt et Beauséjour, ainsi que d'un complexe de tir.

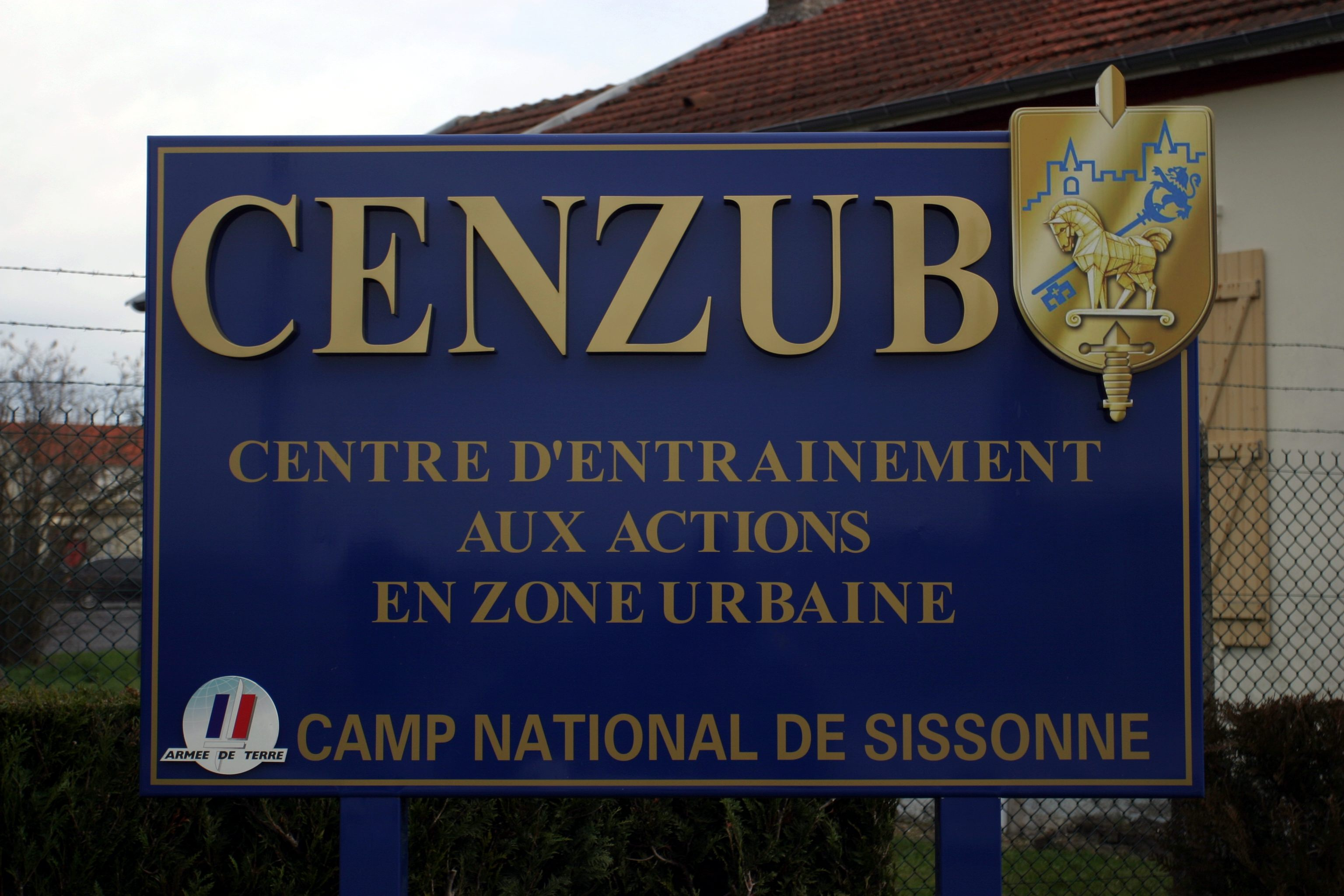
CENZUB-94e RI